# Longobucco

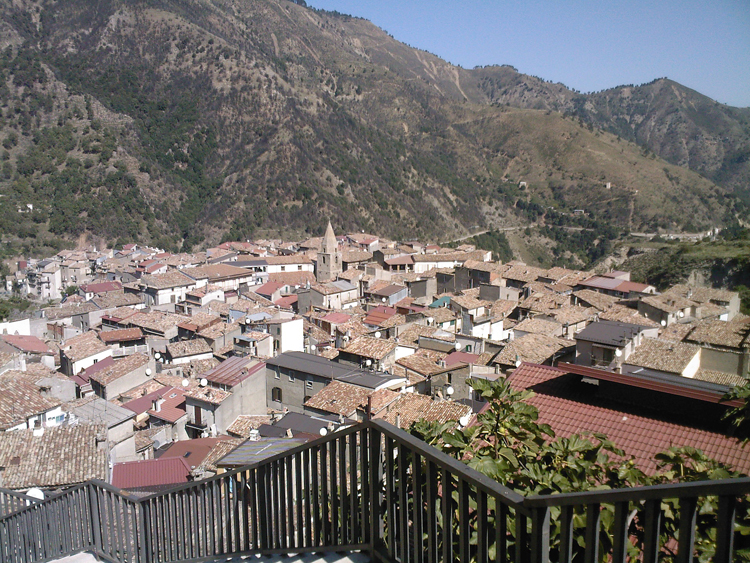
Longobucco

Longobucco is een gemeente in de Italiaanse provincie Cosenza (regio Calabrië) en telt 4154 inwoners (31-12-2004). De oppervlakte bedraagt 210,2 km², de bevolkingsdichtheid is 21 inwoners per km².
De volgende frazioni maken deel uit van de gemeente: Destro, Ortiano, Manco.

## Demografie
Longobucco telt ongeveer 1587 huishoudens. Het aantal inwoners daalde in de periode 1991-2001 met 19,9% volgens cijfers uit de tienjaarlijkse volkstellingen van ISTAT.
| Jaar | Inwoneraantal |
| ---- | ------------- |
| 1991 | 5431          |
| 2001 | 4351          |

## Geografie
De gemeente ligt op ongeveer 800 m boven zeeniveau.
Longobucco grenst aan de volgende gemeenten: Acri, Bocchigliero, Caloveto, Celico, Corigliano Calabro, Cropalati, Paludi, Pietrapaola, Rossano, San Giovanni in Fiore, Spezzano della Sila, Spezzano Piccolo.